# Mistrzostwa Świata w Biegu na Orientację 1997
Mistrzostwa Świata w Biegu na Orientację 1997 – odbyły się w dniach 11–16 sierpnia 1997 roku w Grimstad (Norwegia). Zawody odbyły się w trzech konkurencjach: dystans krótki, dystans klasyczny i sztafety.

## Wyniki
| Krótki dystans                                                       | Krótki dystans | Krótki dystans  | Krótki dystans |
| -------------------------------------------------------------------- | -------------- | --------------- | -------------- |
| Parametry trasy: 4,2 km, 16 punktów kontrolnych, 200 m przewyższenia |                |                 |                |
| Miejsce                                                              | Kraj           | Imię i nazwisko | Czas           |
| 1                                                                    | Finlandia      | Janne Salmi     | 26:05          |
| 2                                                                    | Finlandia      | Timo Karppinen  | 26:17          |
| 3                                                                    | Norwegia       | Bjørnar Valstad | 26:27          |

| Klasyczny dystans                                                     | Klasyczny dystans | Klasyczny dystans | Klasyczny dystans |
| --------------------------------------------------------------------- | ----------------- | ----------------- | ----------------- |
| Parametry trasy: 13,8 km, 24 punktów kontrolnych, 535 m przewyższenia |                   |                   |                   |
| Miejsce                                                               | Kraj              | Imię i nazwisko   | Czas              |
| 1                                                                     | Norwegia          | Petter Thoresen   | 1:40:16           |
| 2                                                                     | Szwecja           | Jörgen Mårtensson | 1:41:58           |
| 3                                                                     | Norwegia          | Kjetil Bjørlo     | 1:43:04           |

| Sztafety                                                       | Sztafety  | Sztafety                                                         | Sztafety |
| -------------------------------------------------------------- | --------- | ---------------------------------------------------------------- | -------- |
| Parametry tras: ? km, ? punktów kontrolnych, ? m przewyższenia |           |                                                                  |          |
| Miejsce                                                        | Kraj      | Imię i nazwisko                                                  | Czas     |
| 1                                                              | Dania     | Torben Skovlyst Carsten Jørgensen Chris Terkelsen Allan Mogensen | 4:18:55  |
| 2                                                              | Finlandia | Timo Karppinen Juha Peltola Mikael Bøström Janne Salmi           | 4:19:14  |
| 3                                                              | Norwegia  | Havard Tveite Bjørnar Valstad Kjetil Bjørlo Petter Thoresen      | 4:24:27  |

| Krótki dystans                                                       | Krótki dystans | Krótki dystans      | Krótki dystans |
| -------------------------------------------------------------------- | -------------- | ------------------- | -------------- |
| Parametry trasy: 3,1 km, 14 punktów kontrolnych, 200 m przewyższenia |                |                     |                |
| Miejsce                                                              | Kraj           | Imię i nazwisko     | Czas           |
| 1                                                                    | Austria        | Lucie Böhm          | 25:15          |
| 2                                                                    | Norwegia       | Hanne Sandstad      | 25:29          |
| 3                                                                    | Norwegia       | Hanne Staff         | 25:56          |
| 3                                                                    | Szwajcaria     | Marie-Luce Romanens | 25:56          |

| Klasyczny dystans                                                    | Klasyczny dystans | Klasyczny dystans | Klasyczny dystans |
| -------------------------------------------------------------------- | ----------------- | ----------------- | ----------------- |
| Parametry trasy: 8,7 km, 17 punktów kontrolnych, 345 m przewyższenia |                   |                   |                   |
| Miejsce                                                              | Kraj              | Imię i nazwisko   | Czas              |
| 1                                                                    | Norwegia          | Hanne Staff       | 1:12:56           |
| 2                                                                    | Szwecja           | Katarina Borg     | 1:13:40           |
| 3                                                                    | Norwegia          | Hanne Sandstad    | 1:14:34           |

| Sztafety                                                       | Sztafety   | Sztafety                                                      | Sztafety |
| -------------------------------------------------------------- | ---------- | ------------------------------------------------------------- | -------- |
| Parametry tras: ? km, ? punktów kontrolnych, ? m przewyższenia |            |                                                               |          |
| Miejsce                                                        | Kraj       | Imię i nazwisko                                               | Czas     |
| 1                                                              | Szwecja    | Anna Bogren Gunilla Svärd Svørd Nilsson Marlena Jansson       | 2:51:41  |
| 2                                                              | Norwegia   | Torunn Fossli Elisabeth Ingvaldsen Hanne Sandstad Hanne Staff | 2:52:56  |
| 3                                                              | Szwajcaria | Brigitte Wolf Marie-Luce Romanens Vroni König Sabrina Meister | 2:55:56  |